# Erg (landvorm)

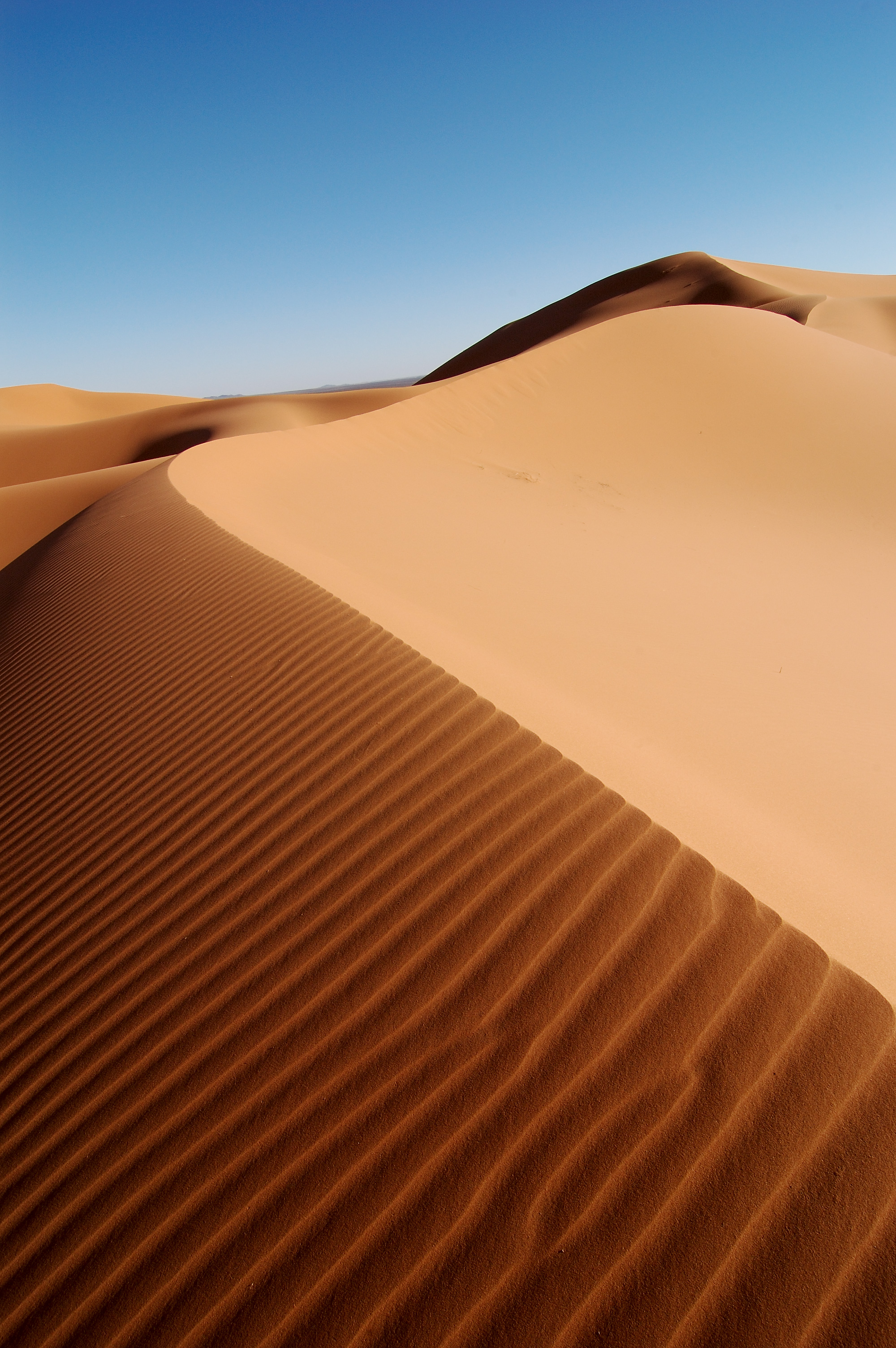
Erg Chebbi, Marokko

Een erg (meervoud ergs of ergen) of zandzee is een inlands zandduingebied dat groter is dan 125 km².
Samen met duinenvelden beslaan ergs 20% van de moderne woestijnen en 6% van het totale aardoppervlak. In de Sahara komen diverse ergs voor, met oppervlakten tot wel 500.000 km².
De grootste erg ter wereld is de Rub al-Khali in Saoedi-Arabië. Deze beslaat 640.000 km².